# 劉世龍 (明朝)
劉世龍（1492年—？），字允卿，浙江慈谿縣（今寧波市）人，明朝政治人物，进士出身。

## 生平
正德八年（1513年）癸酉科浙江鄉試第四十七名舉人。正德十六年（1521年）中式辛巳科會試第一百三十二名，登第二甲第四十九名進士。授太仓州知州，后改為國子監助教，升遷為南京兵部主事。嘉靖十三年（1534年）南京太廟火災，劉世龍上疏奏言，嘉靖帝讀後大怒，命逮捕入詔獄。再廷杖八十，貶為民。后家居五十年，貧病而亡。

## 家族
曾祖劉棻，曾任按察司副將；祖父劉熼；父劉穀，母王氏。具庆下。